# Pojemność martwa zbiornika
Pojemność martwa zbiornika – pojemność poniżej minimalnego poziomu piętrzenia wody w zbiorniku.
Pojemność martwa zbiornika jest wymieniana jako jeden z podstawowych parametrów w dokumentacji wodno-prawnej zbiorników wodnych mających możliwość piętrzenia wody, a jest określana w m³.